# Hans Mayer (économiste)
Pour les articles homonymes, voir Hans Mayer.
Hans Mayer est un économiste autrichien (1879-1955) qui fut le disciple à Vienne de Friedrich von Wieser.

## Théorie de l'Imputation
Sa contribution principale est la théorie dite de « l'imputation »  : Il s'agit de déterminer - dans une démarche conditionnée par la perspective marginaliste - la productivité d'un facteur de production.
Selon Hans Mayer, pour produire un résultat donné, le sujet cherche à combiner de la façon la plus optimale possible les facteurs de production à sa disposition. Par des expériences successives, il va réussir à déterminer un plan de production global dans lequel l'apport - l'apport marginal- de chaque facteur est établi. Le résultat produit obtenu est censé avoir une certaine valeur .

Comment passer de la valeur du produit obtenu (niveau des effets) à la valeur des facteurs de production employés (niveau des causes) ?

La théorie de l'Imputation est censée répondre à cette question :
1. Soit la valeur du facteur peut-être établie par approche directe, par constatation plus ou moins évidente.
2. Soit la valeur du facteur ne peut être établie que par une voie indirecte, par le procédé dit de la « variation » : De façon pragmatique, en faisant varier le nombre et l'intensité d'emploi d'un ensemble de facteurs à disposition, le sujet économique détermine des proportions dans lesquelles une combinaison de facteurs contribue à produire un certain résultat.

Comme l'indique François Perroux: 
Hans Meyer ne fait rien de moins qu'indiquer « les rapports entre l'efficacité des facteurs dans leur emploi marginal ».

Est ainsi posée également la généralisation du raisonnement à un ensemble combiné de facteurs, alors que l'analyse jusque-là raisonne impute à l'unité supplémentaire d'un facteur tout le produit marginal obtenu, sans même envisager concrètement la possibilité d'une combinaison de facteurs.
L'imputation explique « le passage de la notion de valeur d'une combinaison productive à la notion de produit en valeur d'un facteur »
L'imputation correspond à un acte réel soit de l'entrepreneur qui calcule l'emploi d'un facteur de production sur la base de ses prévisions, soit du marché qui attribue aux facteurs de production une valeur objective d'échange.